# التحكم الجوي المتقدم

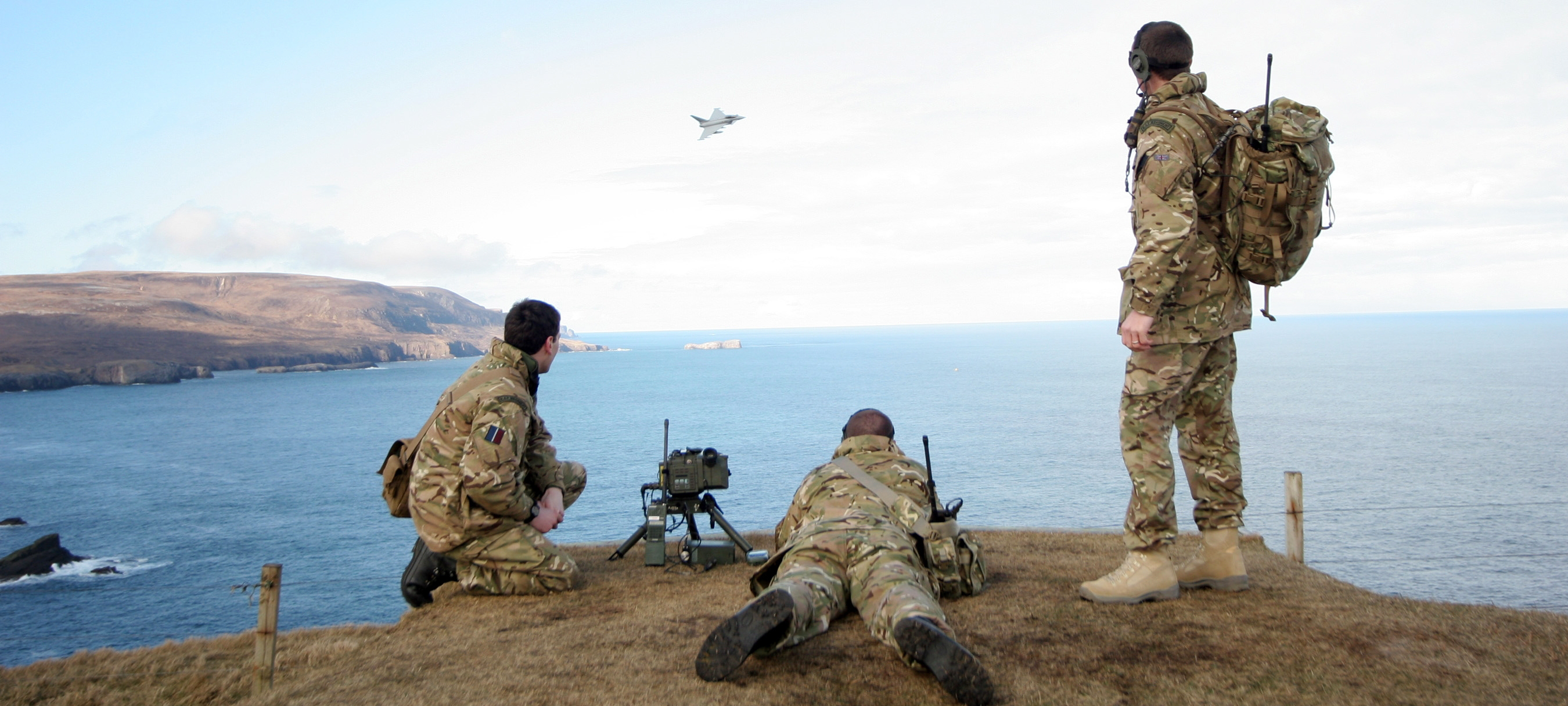

التحكم الجوي المتقدم هو توفير التوجيه لطائرة دعم جوي قريب (CAS)  التي تهدف إلى ضمان أن تصيب هجومها الهدف المقصود ولا تصيب القوات الصديقة. يتم تنفيذ هذه المهمة بواسطة وحدة تحكم الجوي المتقدم (FAC).
تتمثل إحدى وظائف المراقبة الجوية الأساسية في ضمان سلامة القوات الصديقة أثناء الدعم الجوي القريب. أهداف العدو في الخط الأمامي غالبًا ما تكون قريبة من القوات الصديقة، وبالتالي فإن القوات الصديقة معرضة لخطر نيران صديقة من خلال القرب أثناء الهجوم الجوي. الخطر ذو شقين: طيار القصف لا يمكنه تحديد الهدف بوضوح، وليس على علم بمواقع القوات الصديقة. التمويه، الوضع المتغير باستمرار وضباب الحرب كلها تزيد من المخاطر. تنص عقيدة اليوم الحالي على أن وحدات التحكم الأمامية (FACs) ليست ضرورية للحظر الجوي، على الرغم من وجود مثل هذا الاستخدام لـ FACs في الماضي. يعرَّف المراقبون الجويون المتقدمون بتسمية FAC أو مراقبو مسارات الهجوم المشتركة Joint terminal attack controller أو مايعرف اختصارا ب  (JTAC) حيث يلعبون دوراً رئيسياً في ساحات القتال الحديثة.
تجهز قوات FAC بمجموعة واسعة من المستشعرات، معدات خاصة لتحديد الموقع الهدف بالإضافة إلى أجهزة اتصالات لإيجاد الهدف وايصال المعلومات على حد سواء بسرعة فائقة للطيارين لتلبية متطلباتهم الميدانية.
هناك شاغل إضافي للمراقبين الجويين هو تجنب إيذاء غير المقاتلين في منطقة الضربة. أدى ظهور أجهزة الراديو الصغيرة العاملة بترميز Morse إلى جعل التواصل بين المراقبين على الأرض والطاقم الجوي مبسطاً ولكنه لا يزال حتى اليوم يستغرق وقتاً أطول. عندما دخلت الراديوات ارض - جو المحمولة اثناء الحرب العالمية الثانية، حولت قدرة FAC في ما خص طلب الدعم الجوي القريب. إن وظيفة FAC هي متعددة الجوانب تنطوي على إدارة المجال الجوي، دمج نيران المدفعية وقذائف الهاون بالدعم الجوي بالإضافة إلى الإحاطة والتخطيط مع الوحدات البرية في ما خص الدعم الجوي.